# Autosalon

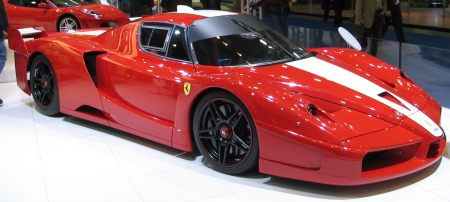
Een FXX, die was te bezichtigen op de Ferrari-stand van de European Motor Show 2006 te Brussel

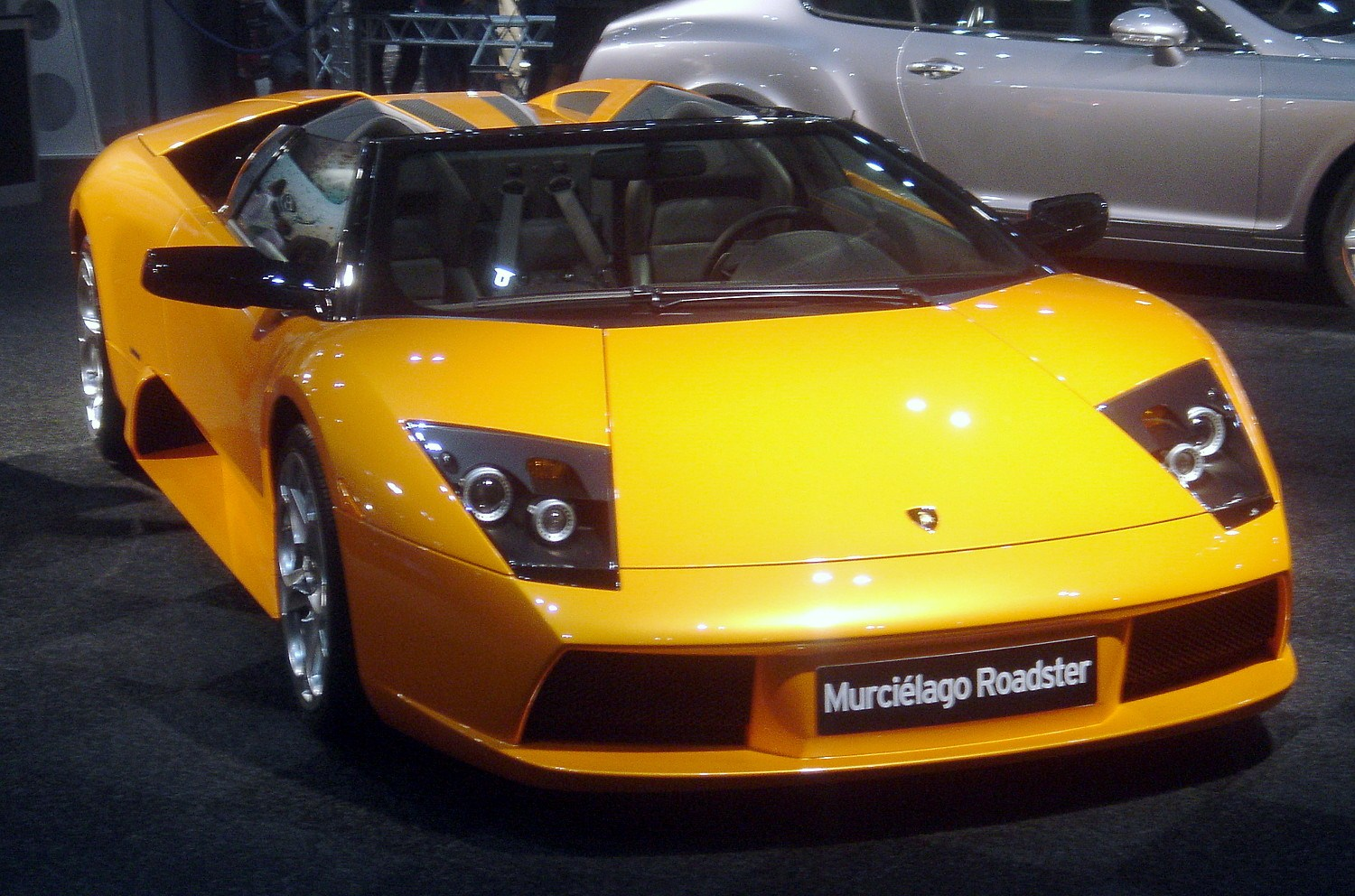
Een Lamborghini Murciélago op de Vienna Motor Show te Wenen in 2005

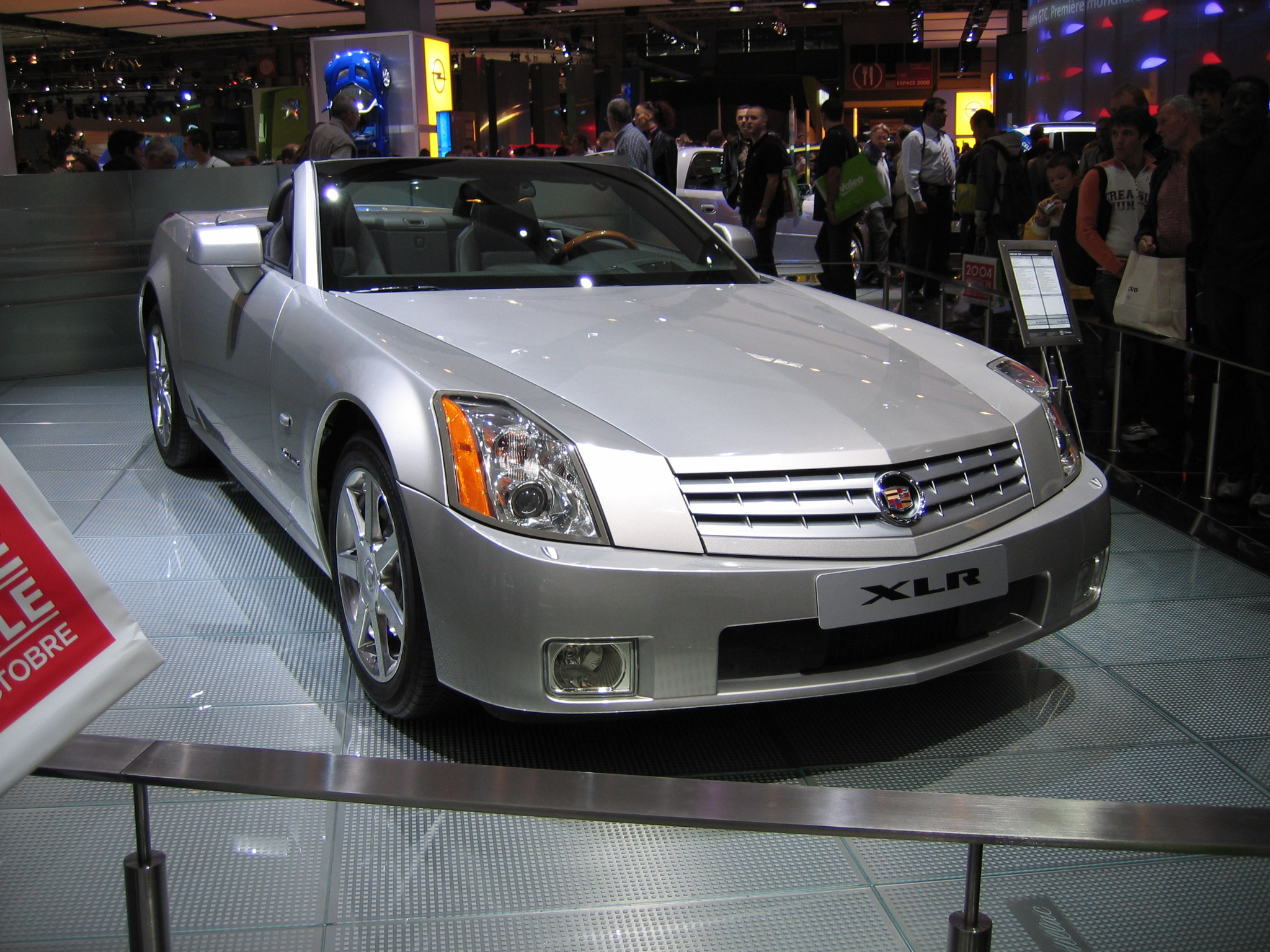
Een XLR, die was te bezichtigen op de Cadillac-stand van de Mondial de l'Automobile te Parijs in 2004

Een autosalon (in Nederland vaker: autobeurs) is een publieke tentoonstelling van auto's. Een autosalon wordt op regelmatige tijdstippen georganiseerd, meestal is dit jaarlijks of tweejaarlijks. Autofabrikanten stellen er hun huidige auto's, hun nieuwe modellen en conceptauto's tentoon. Bepaalde autosalons vormen een belangrijke bron van publiciteit voor nieuwe producten, andere hebben een belangrijke functie voor contacten met de klant en verkoop.
De Organisation Internationale des Constructeurs d'Automobiles plant verschillende van de grote internationale autosalons.

## Lijst van autosalons
Dit is een lijst met enkele grote autosalons:
- Abu Dhabi Motor Show (Abu Dhabi)
- Australian International Motor Show (Sydney)
- AutoAfrica Motor Show (Johannesburg)
- AUTOECO (Turijn)
- Auto Mobil International Leipzig (Leipziger Messe)
- AutoRAI (Amsterdam)
- Bangkok International Motor Show (Bangkok)
- Beijing Auto Show (Peking)
- British International Motor Show (Londen)
- European Motor Show Brussels (Brussel)
- Canadian International AutoShow (Toronto)
- Chicago Auto Show (Chicago)
- Cairo International Motor Show (Caïro)
- Copenhague International Motor Show (Kopenhagen)
- Salon International de l'Auto (Genève)
- Greater Los Angeles Auto Show (Los Angeles)
- Hannover Motor Show (Hannover)
- Hot Import Nights
- InterClassics - klassieke autobeurs (Maastricht en Brussel)
- Internationale Automobilausstellung (IAA - Frankfurt en na 2021 München)
- Kiev International Motor Show (Kiev)
- Lisbonne International Automobile Motor Show (Lissabon)
- Medunarodni Salon Automobilia (Belgrado)
- Melbourne Motor Show (Melbourne)
- Middle East International Motor Show (Dubai)
- Mondial de l'Automobile (Parijs)
- MOTORTEC (Madrid)
- Nashville International Auto and Truck Show (Nashville)
- New York International Auto Show (New York)
- North American International Auto Show (Detroit)
- Seattle International Auto Show (Seattle)
- Seoul International Motor Show (Seoel)
- South Florida Auto Show (Miami)
- Tallinn Motorshow (Tallinn)
- Tokyo Motor Show (Tokio)
- TourdeSol Green Car Show (New York)
- Turin Auto Show (Turijn)
- Vienna Motor Show (Wenen)
- Zagreb International Motor Show (Zagreb)